# Žarošice
Žarošice (deutsch Scharoschitz, früher Ziaroschitz bzw. Saroschitz, Saruschitz) ist eine Gemeinde in Tschechien. Sie liegt sechs Kilometer südwestlich von Ždánice und gehört zum Okres Hodonín.

## Geographie
Žarošice befindet sich am südlichen Fuße des Ždánický les am Übergang zur Dambořická vrchovina im Tal des Baches Zdravotnický potok. Nördlich erhebt sich die Maliny (371 m), im Nordosten der Petrovec (298 m) sowie nordwestlich der Šumberk (323 m). Durch das Dorf führt die Staatsstraße I/54 von Slavkov u Brna nach Kyjov. Gegen Norden liegt die mittelalterliche Wüstung Konůvky. Zwei Kilometer südlich verläuft die Bahnstrecke Čejč–Ždánice. Das Dorf befindet sich am Rande des Naturparks Ždánický les.
Nachbarorte sind Zdravá Voda, Rašovice und Mouřínov im Norden, Ždánice im Nordosten, Archlebov im Osten, Dražůvky und Želetice im Südosten, Janův Dvůr und Násedlovice im Süden, Čtvrtě und Bohumilice im Südwesten, Dambořice im Westen sowie Uhřice und Silničná im Nordwesten.

## Geschichte
Legenden zufolge soll sich nördlich von Žarošice eine heidnische Opferstätte befunden haben, an deren Platz die markomannische Königin Fritigil (Fritigilda) zum Ende des 4. Jahrhunderts einen christlichen Tempel mit einer Figur der Jungfrau Maria erbauen ließ.
Die erste schriftliche Erwähnung des Dorfes erfolgte im Jahre 1220 als Besitz des Zisterzienserklosters Velehrad, dass die Wallfahrtskapelle in den Weinbergen anlegen ließ. Zu Beginn des 14. Jahrhunderts erwarb die Königin Elisabeth Richza die Güter. Sie schenkte Žarošice dem von ihr gegründeten Königinkloster Alt Brünn. Die Pfarrkirche der hl. Anna wurde am 6. Juni 1326 erstmals erwähnt, als der Olmützer Bischof Konrad die Kirche von Dambořice zur Pfarrkirche erhob. Im Jahre 1330 stiftete Elisabeth Richza der Wallfahrtskapelle Mariä Wiegenfest in den Weinbergen die Statue der Alten Mutter Gottes. Nach den Hussitenkriegen verkaufte das Königinkloster Žarošice an weltliche Besitzer, erlangte es aber später wieder zurück. Anstelle der Kapelle wurde im 16. Jahrhundert die Wallfahrtskirche Mariä Wiegenfest errichtet, neben der die Zisterzienserinnen eine Residenz erbauen ließen. Unter dem seit 1696 amtierenden Pfarrer Wenzel Alauda nahmen die Wallfahrten einen großen Aufschwung und Žarošice wurde zu einem der bedeutendsten Wallfahrtsorte Mährens. Im nördlich gelegenen Tal entstand das Kurbad Rosenthal, das auch als Unterkunft für Pilger diente. In Žarošice befand sich zudem ein herrschaftliches Amt. Nach der 1782 erfolgten Aufhebung des Königinklosters fiel Žarošice dem Religionsfonds zu. Obwohl Kaiser Joseph II. am 1. August 1785 sämtliche Wallfahrten verboten hatte, reisten am 11. September desselben Jahres dennoch Pilger zur jährlichen Wallfahrt an. Sie fanden die zum Abbruch vorgesehene Kirche verschlossen, brachen ein und trugen die Madonna zur Pfarrkirche nach Žarošice. 1786 wurde die Wallfahrtskirche entweiht.
Im Jahre 1790 bestand Žarošice aus 160 Häusern und hatte 766 Einwohner. Am 28. Juni 1797 zerstörte ein Großbrand den größten Teil des Dorfes. Für den Wiederaufbau wurden Steine der Wallfahrtskirche und der Residenz als Baumaterial verwendet. An der Stelle des Wallfahrtsortes entstand die Ansiedlung Straßendörfel. Nach der Schlacht bei Austerlitz übernachtete vom 3. zum 4. Dezember 1805 Zar Alexander I. in Žarošice im Haus Nr. 45 und Kaiser Franz II. im Amtshaus. Letzterer traf sich am nächsten Tage unter einer Linde bei der Mühle Spálený mlýn mit Napoleon Bonaparte zur Vereinbarung eines Waffenstillstandes. Am 30. August 1824 kaufte Ernestine Gräfin Schaffgotsch das Allodgut Zaroschitz mit den zugehörigen Dörfern Zaroschitz, Rosenthal und Straßendorf von der k.k. Veräußerungskommission. 1834 lebten in den 181 Häusern des Dorfes 974 Personen.
Nach der Aufhebung der Patrimonialherrschaften bildete Žarošice/Scharoschitz ab 1850 mit den Ortsteilen Strandorf/Straßendorf und Zdravá Voda/Rosenthal eine Gemeinde in der Bezirkshauptmannschaft Gaya und dem Gerichtsbezirk Steinitz. Im 19. Jahrhundert erwarben die Fürsten von Liechtenstein den Grundbesitz und hielten ihn bis 1923. 1906 begann südlich des Dorfes der Bau der 26 km langen Bahnstrecke Čejč–Ždánice, die 1908 eröffnet wurde. Nach der Aufhebung des Okres Kyjov wurde der Ort 1960 dem Okres Hodonín zugeordnet. 1998 wurde der Personentransport auf der Eisenbahnstrecke Čejč–Ždánice eingestellt und der Abschnitt zwischen Uhřice und Ždánice 2006 gänzlich stillgelegt.
Jährlich am Goldenen Samstag am zweiten Septemberwochenende findet in Žarošice die große Wallfahrt statt, zu der etwa 5000 Gäste kommen.

## Gemeindegliederung
Die Gemeinde Žarošice besteht aus den Ortsteilen Silničná (Straßendorf), Žarošice (Scharoschitz) und Zdravá Voda (Rosenthal).

## Sehenswürdigkeiten

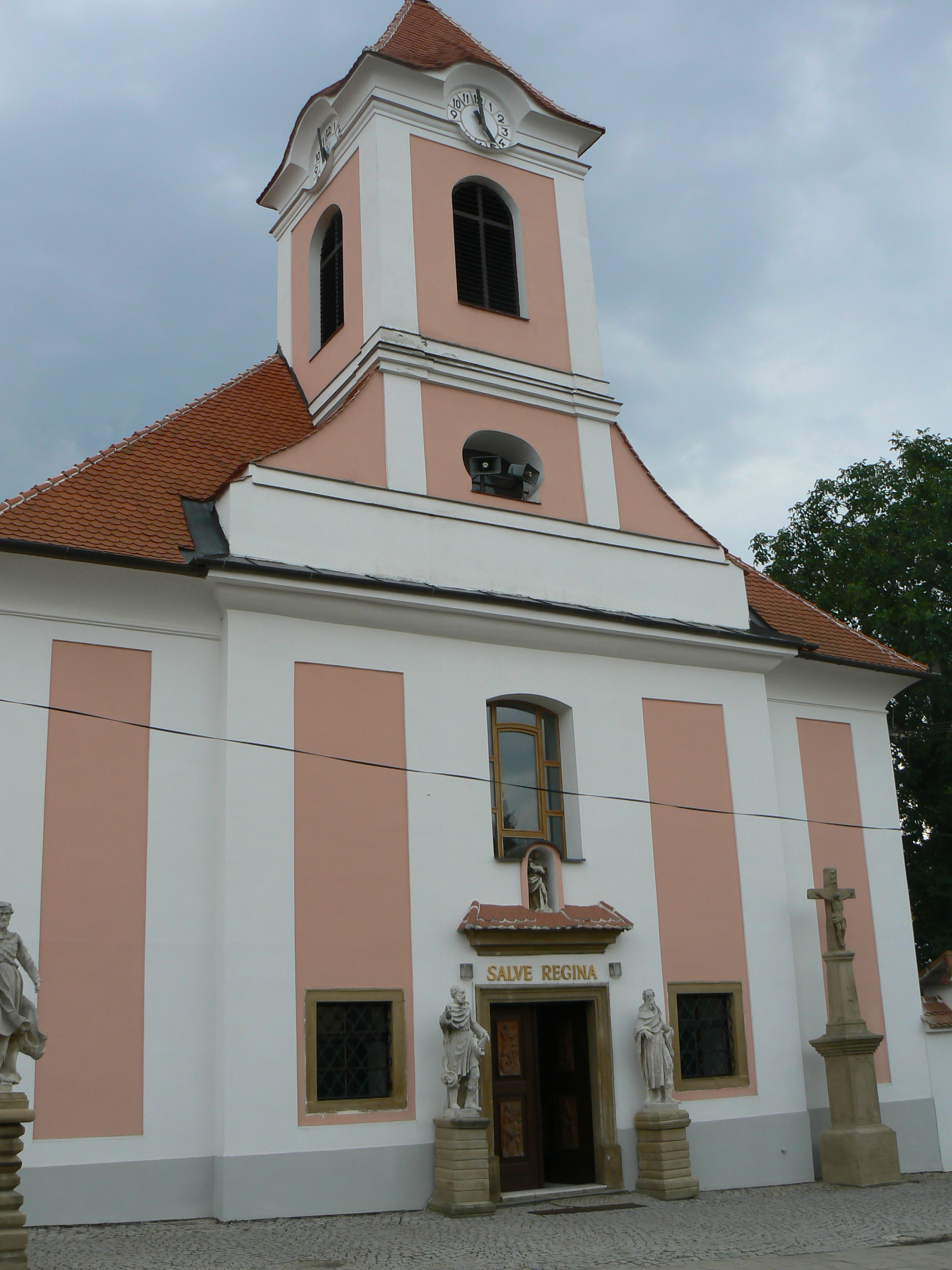
Kirche der hl. Anna

- Kirche der hl. Anna, erbaut 1800–1801 anstelle eines 1797 abgebrannten Vorgängerbaus. Die alte seit 1326 nachweisliche Kirche brannte 1510 und 1634 aus. Während des Dreißigjährigen Krieges wurde die Kirche 1645 von den Schweden ruiniert. 1663 verwüsteten die Türken die Kirche. Zehn Jahre später wurde sie durch einen Blitzeinschlag schwer geschädigt. 1683 erlitt die Kirche beim erneuten Türkeneinfall starke Schäden. Zu Beginn des 18. Jahrhunderts erfolgte der Abbruch der alten Kirche. Der am 9. August 1731 geweihte Neubau wurde 66 Jahre später zusammen mit dem Pfarrhaus bei einem Großbrand zerstört. Für den 1801 erfolgten Wiederaufbau wurde die Wallfahrtskirche Mariä Wiegenfest in den Weinbergen als Baumaterial abgebrochen.
- Die gotische Statue der Alten Mutter Gottes von Žarošice in der Annenkirche stammt aus der 1785 aufgehobenen Wallfahrtskirche der Jungfrau Maria in den Weinbergen. Die von einem unbekannten Künstler wahrscheinlich im Kloster Velehrad und Alt Brünn aus Holz geschnitzte und bemalte Figur wurde der Kirche 1330 durch Königin Elisabeth Richza gestiftet. Die Madonna wurde 1995 in der Basilika Mariä Heimsuchung in Svatý Kopeček durch Papst Johannes Paul II. gekrönt
- Heimatmuseum, 1960 eingerichtet
- Amtshaus, erbaut 1699
- Kapelle und Kreuz am ehemaligen Grab von Ferdinand von Tiesenhausen in Silničná, der Schwiegersohn des Marschall Kutusow verstarb im Gasthaus an seinen während der Schlacht bei Austerlitz erlittenen Verletzungen. Sein Leichnam wurde 1806 nach Reval überführt.
- Kapelle in Zdravá Voda
- Reste der gotischen Burg Kepkov, der Feste Konůvky und des erloschenen Dorfes Konůvky, nördlich im Ždánický les im Tal des Baches Křižanovický potok, archäologische Fundstätten
- Reste der Feste Klasov, nördlich im Ždánický les im Tal des Baches Klasovký potok
- Gedenktafel am Janův Dvůr an das Zwei-Kaiser-Treffen von 1805. Die im Jahre 1900 angebrachte Tafel aus schwedischen Syenit erinnert an die Zusammenkunft zwischen Napoleon Bonaparte und Kaiser Franz II. am 4. Dezember 1805 nach der Schlacht bei Austerlitz unter einer Linde bei der damaligen Mühle Spálený mlýn zu Friedensverhandlungen.

## Söhne und Töchter der Gemeinde
- Rudolf Malík (1875–1969), Politiker, Abgeordneter des Reichsrates
- Zdeněk Blažek (1905–1988), Komponist
- Karel Bělohoubek (1942–2016), Komponist und Musiker
- Jiří Vlach (* 1946), Bildhauer und Medailleur